# الکسی چی‌چی‌بابین
الکسی چی‌چی‌بابین (روسی: Алексей Евгеньевич Чичибабин؛ ۱۷ مارس ۱۸۷۱ – ۱۵ اوت ۱۹۴۵) یک شیمیدان اهل روسیه بود.